# Mary Moorman
Mary Moorman   (5 d'agost de 1932) és una testimoni de l'assassinat de John F. Kennedy. És coneguda per haver pres una fotografia Polaroid del moment just en què el president dels Estats Units rep el darrer i fatal tret al cap, a la plaça Dealey, el dia 22 de novembre de 1963.

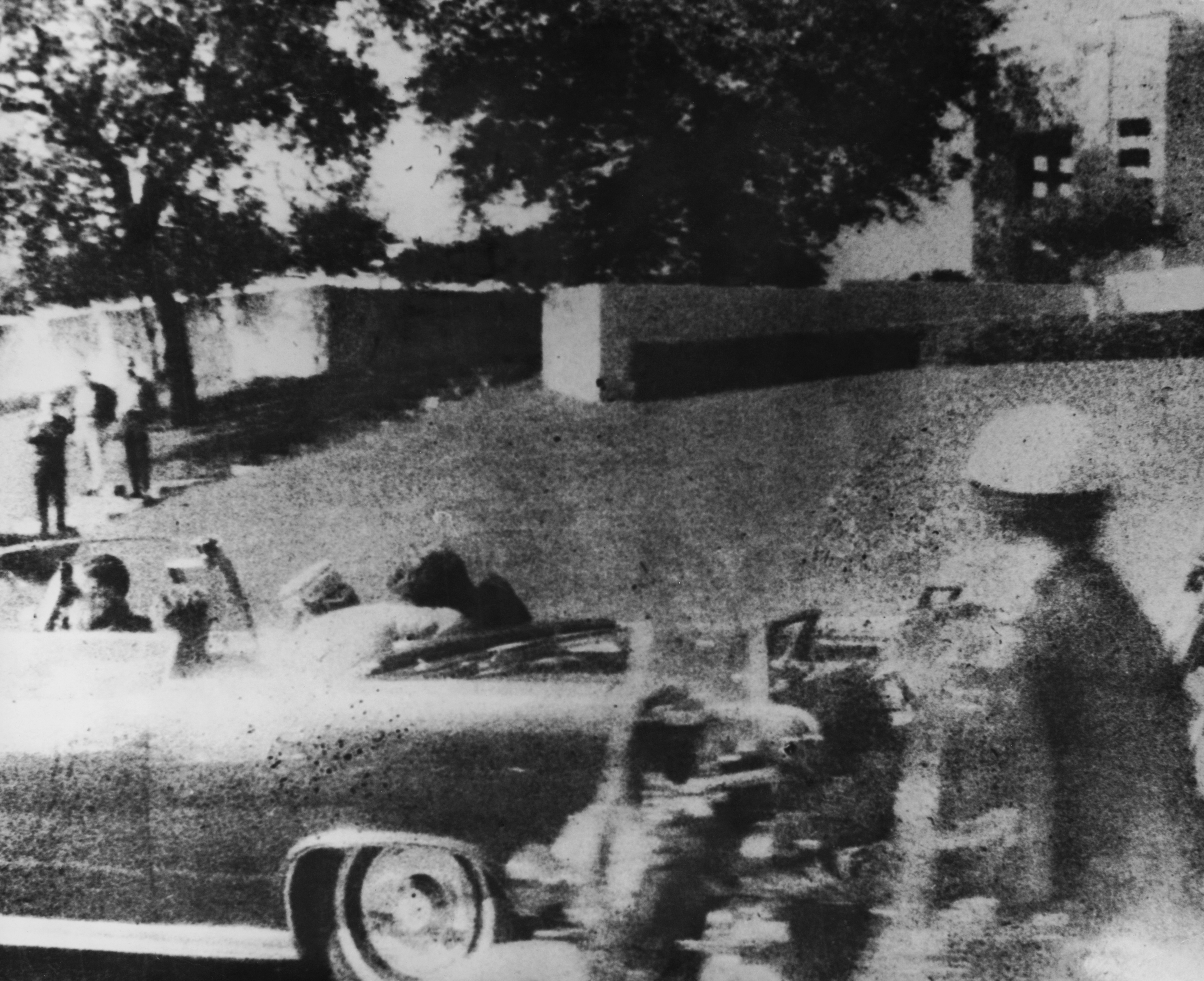
Polaroid de Mary Moorman del moment del magnicidi.

Mary Moorman va fer la foto enfocant la valla de fusta del turó de gespa que alguns investigadors conclouen que és des d'on s'hauria disparat el tret que va matar a Kennedy. Hi ha qui afirma que es pot veure la silueta del tirador vestit de policia darrere la valla de fusta, altres diuen que només és un joc d'ombres de les branques dels arbres. La fotografía es va fer amb una cámara Polaroid Highlander 80A. Moorman també va fotografiar l'edifici del TSBD des d'on suposadament va disparar Lee Harvey Oswald, tanmateix la fotografia l'hi fou requisada per agents del Servei Secret i mai ha aparegut.